# Шреа (биосферный резерват)
Шреа (араб. الحديقة الوطنية الشريعة‎) — один из национальных парков Алжира. Расположен на севере страны в провинции Блида и назван в честь города Шреа, расположенного рядом с парком. Парк расположен в горной цепи «Блидский Атлас» (часть Телль-Атласа) и имеет горнолыжную станцию, одну из немногих в Африке, где есть натуральный снег, а также грот «Шиффа». Площадь - 260 км².

## Природные особенности
В Национальном парке Шреа есть множество редких видов флоры и фауны. Его леса кедра — ареал вымирающих маготов. В парке, одном из немногих, оказывают активную помощь суб-популяции маготов, Macaca sylvanus.